# Tommarps kloster
Tommarps kloster (før 1658 dansk: Tommerup Kloster) var et kloster i Tommarp i Skåne. Klosteret blev oprettet ca. 1150 af ærkebiskop Eskil og Valdemar 1. på grunden af en ældre købstadskirke som datterkloster af Prémontre. Klosteret tilhørte Præmonstratenserordenen, som ejede flere klostre i Skånelandene. Efter reformationen blev klosteret solgt til Mogens Gyldenstierne, der lod bygningerne nedrive. Ruinerne ligger nu syd for byens kirke.
I 2005 begyndte udgravninger på pladsen.
55°32′00″N 14°14′00″Ø / 55.53333°N 14.23333°Ø